# Perinereis brevicirrata
Perinereis brevicirrata är en ringmaskart som först beskrevs av Treadwell 1920.  Perinereis brevicirrata ingår i släktet Perinereis och familjen Nereididae. Inga underarter finns listade i Catalogue of Life.